# Мато, Ана
А́на Ма́то Адрове́р (исп. Ana Mato Adrover; род. 24 сентября 1959, Мадрид) — испанский политик, член Народной партии. Министр здравоохранения, социальных услуг и равенства в правительстве Мариано Рахоя в 2011—2014 годах.

## Биография
Ана Мато Адровер изучала политические и социальные науки в Университете Комплутенсе в Мадриде. В 1987—1991 годах работала советником председателя правительства автономного сообщества Кастилии и Леона Хосе Марии Аснара и его преемника Хесуса Посады Морнео. В 1991—1993 годах — депутат регионального парламента автономного сообщества Мадрида. В 1993—2004 годах — депутат нижней палаты испанского парламента от избирательного округа Мадрид. В 2004—2008 годах — депутат Европейского парламента. С 2008 года — депутат Конгресса депутатов от избирательного округа Мадрид. Занимает должность заместителя генерального секретаря Народной партии по организационным вопросам и вопросам проведения выборов. С 22 декабря 2011 года Мато занимала должность министра здравоохранения, благотворительности и равноправия в кабинете Рахоя и была вынуждена подать в отставку в связи с выдвинутыми против неё обвинениями в соучастии в преступлениях мужа.
Была замужем за бывшим мэром города Посуэло-де-Аларкон Хесусом Сепульведой, замешанным в коррупционном скандале «Дело Гюртель». Имеет троих детей.